# Agència de Qualitat i Avaluació Sanitàries de Catalunya
L'Agència de Qualitat i Avaluació Sanitàries de Catalunya (AQuAS) és una entitat de dret públic adscrita al Departament de Salut de la Generalitat de Catalunya que actua al servei de les polítiques públiques i està sotmesa a l'ordenament jurídic privat.
Fou creada a partir de la fusió de l'Institut d'Estudis de la Salut i l'Agència d'Informació, Avaluació i Qualitat en Salut, mitjançant el Decret llei 4/2010, de 3 d'agost, de mesures de racionalització i simplificació de l'estructura del sector públic de la Generalitat de Catalunya. L'òrgan que sorgí d'aquesta fusió fou l'Agència de Qualitat i Desenvolupament Professional en Salut que, posteriorment, passà a anomenar-se Agència de Qualitat i Avaluació Sanitàries de Catalunya, d'acord amb la nova denominació donada per la Llei 11/2011, del 29 de desembre, configurant-se com a entitat de dret públic de la Generalitat, adscrita al Departament de Salut, amb personalitat jurídica pròpia i autonomia administrativa.
L'Agència té la missió de generar coneixement rellevant mitjançant l'avaluació i l'anàlisi de dades per a la presa de decisions amb la finalitat de contribuir a la millora de la salut de la ciutadania i la sostenibilitat del sistema de salut de Catalunya.
Des de l'octubre del 2021 el director és el metge especialista en medicina familiar i comunitària i expert en gestió sanitària Xavier Bayona Huguet.